# Mangawan
Mangawan è una suddivisione dell'India, classificata come nagar panchayat, di 11.556 abitanti, situata nel distretto di Rewa, nello stato federato del Madhya Pradesh. In base al numero di abitanti la città rientra nella classe IV (da 10.000 a 19.999 persone).

## Geografia fisica
La città è situata a 24° 40' 60 N e 81° 32' 60 E e ha un'altitudine di 304 m s.l.m..

## Società

### Evoluzione demografica
Al censimento del 2001 la popolazione di Mangawan assommava a 11.556 persone, delle quali 6.074 maschi e 5.482 femmine. I bambini di età inferiore o uguale ai sei anni assommavano a 2.115, dei quali 1.093 maschi e 1.022 femmine. Infine, coloro che erano in grado di saper almeno leggere e scrivere erano 6.628, dei quali 4.143 maschi e 2.485 femmine.